# Cape Fourcroy
Cape Fourcroy är en udde i Australien. Den ligger i territoriet Northern Territory, omkring 120 kilometer nordväst om territoriets huvudstad Darwin.
Trakten är glest befolkad. Det finns inga samhällen i närheten. 
Savannklimat råder i trakten. Genomsnittlig årsnederbörd är 1 771 millimeter. Den regnigaste månaden är januari, med i genomsnitt 501 mm nederbörd, och den torraste är augusti, med 1 mm nederbörd.